# FIFA 2000
FIFA 2000 – komputerowa gra sportowa o tematyce piłki nożnej wyprodukowana przez EA Sports i wydana przez Electronic Arts w 1999 roku. Gra została wydana na platformy Windows, PlayStation oraz Game Boy Color Planowano wydać grę na Nintendo 64 ale anulowano .
Rozgrywka jest szybka, prosta, potrafiąca zaspokoić fanów (jak na owe czasy), mogąca konkurować z takimi tytułami jak International Superstar Soccer.
Jest również więcej drużyn, ale nielicencjowanych, zastępujących ich prawdziwe odpowiedniki. Po raz pierwszy została objęta M.L.S. Soccer – liga piłkarska w USA. Oprócz możliwości sterowania klubów i reprezentacji, w ich ówczesnych składach, dodano także bardzo ciekawą możliwość. Otóż można zagrać słynnymi zespołami z przeszłości, np. Brazylią z roku 1970, RFN z 1974.
W grze dostępne są dwie polskie drużyny: Widzew Łódź (Rest of World) oraz Reprezentacja Polski (International).